# Olle Felten
Kent Olle Felten, född 28 oktober 1953 i Slottsstadens församling i Malmö, är en svensk politiker som sedan 2018 är medlem i Alternativ för Sverige. Tidigare har han representerat Moderaterna respektive Sverigedemokraterna.
Felten var ordinarie riksdagsledamot 2014–2018, invald för Sverigedemokraterna i Södermanlands läns valkrets.
Felten meddelade i mars 2018 i en presskonferens i riksdagshuset att han lämnat Sverigedemokraterna och gått med i det nybildade partiet Alternativ för Sverige. Samma dag hade han uteslutits ur Sverigedemokraterna, bland annat med hänvisning till påstått samröre med "högerextremister och rasister". Han valde därefter att sitta kvar i riksdagen på Sverigedemokraternas mandat som politisk vilde.
Olle Felten har varit företagare i Norrköping. Han har tidigare varit politiskt aktiv inom Moderaterna och har varit ledamot av kommunfullmäktige och kommunstyrelsen i Vadstena kommun. Han invaldes i kommunfullmäktige i Norrköpings kommun för Sverigedemokraterna 2014.